# Viatkogorgon

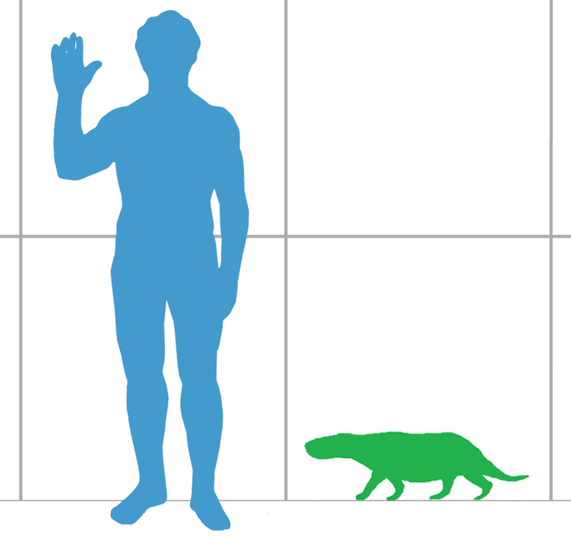
Tamaño de Viatkogorgon en comparación con un ser humano

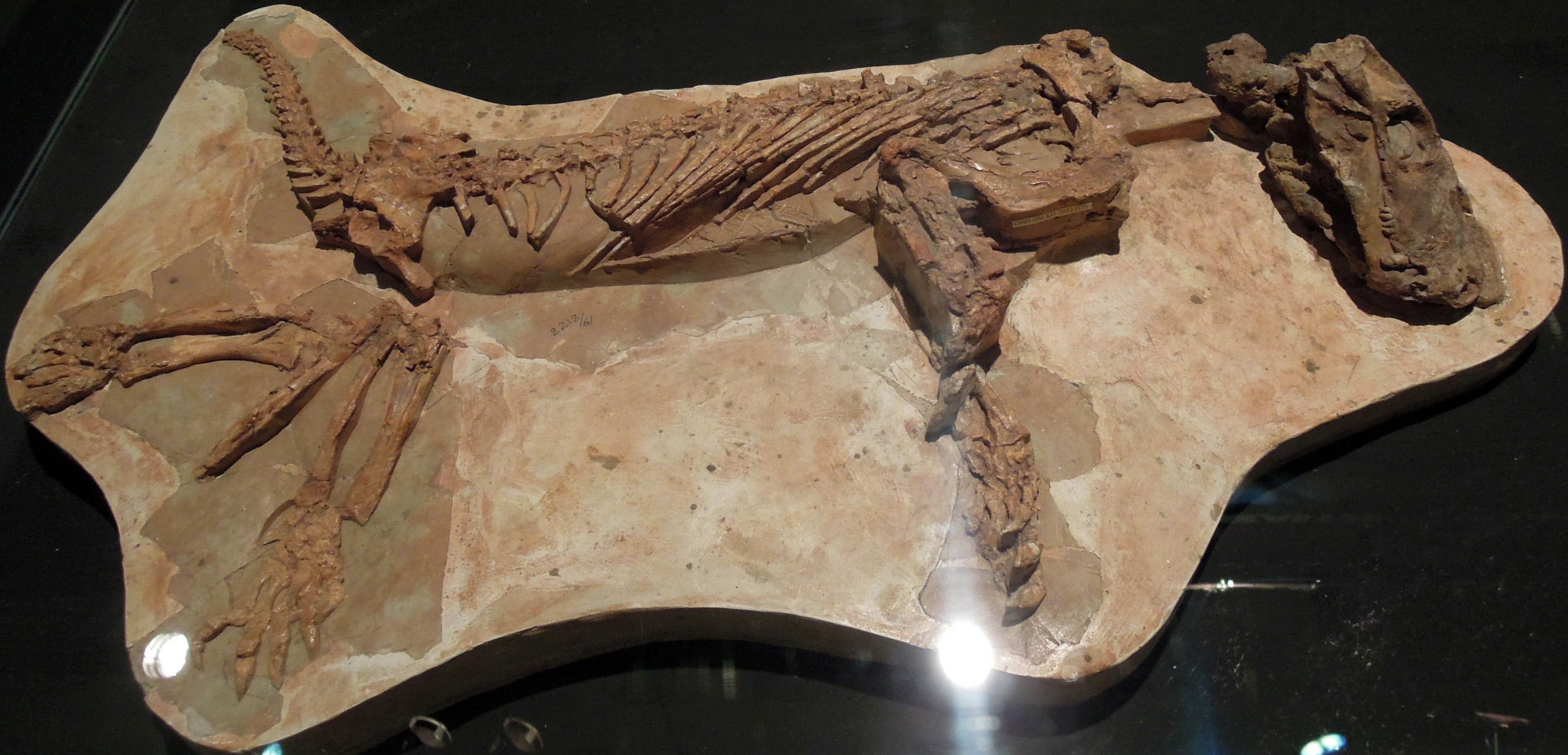
Fósil.

Viatkogorgon es un género extinto de terápsidos del periodo Pérmico, descubierto en Rusia.  Era un animal de pequeño tamaño con una gran gastralia bien desarrollada y pies anchos y cortos. Aparentemente era un buen nadador.